# USS Oglala (CM-4)
USS Oglala CM-4 – stawiacz min w służbie United States Navy. Zwodowany jako SS "Massachusetts", niecały miesiąc później przemianowany na "Shawmut" i pod tą nazwą wziął udział w I wojnie światowej. W roku 1928 został nazwany Oglala na cześć plemienia Indian Lakota z Black Hills w Dakocie Południowej. Okręt ten został zatopiony w ataku na Pearl Harbor 7 grudnia 1941 roku następnie wydobyty z dużymi trudnościami. Okazał się warty remontu i służył na Pacyfiku do końca II wojny światowej.

## Początek służby
SS "Massachusetts" zbudowała stocznia William Cramp and Sons z Filadelfii w Pensylwanii dla firmy Eastern Steamship do obsługi nocnej żeglugi pasażerskiej pomiędzy Bostonem, a Nowym Yorkiem. Po tym jak Stany Zjednoczone przystąpiły do I wojny światowej, United States Navy zakupiła "Massachusetts", jego siostrzany statek "Bunker Hill", przemianowany na USS "Aroostook" (CM-3), i sześć innych cywilnych parowców, aby położyć Zagrodę Minową Morza Północnego.

## I wojna światowa
Flota Stanów Zjednoczonych przekształciła dwa statki pasażerskie w Stoczni Bostońskiej. Zmieniono ich pokłady, aby poprawić ich dzielność morską w charakterze stawiaczy min. Statek 7 grudnia 1917 został wcielony do służby jako "Massachusetts" i przemianowany na "Shawmut" 7 stycznia 1918. Następnie został wysłany do Wielkiej Brytanii w czerwcu 1918 gdzie spędził resztę wojny na stawianiu zapory minowej na Morzu Północnym przeciwko niemieckim okrętom podwodnym. Ogółem postawił 2970 min w okresie od 14 lipca do 24 października.

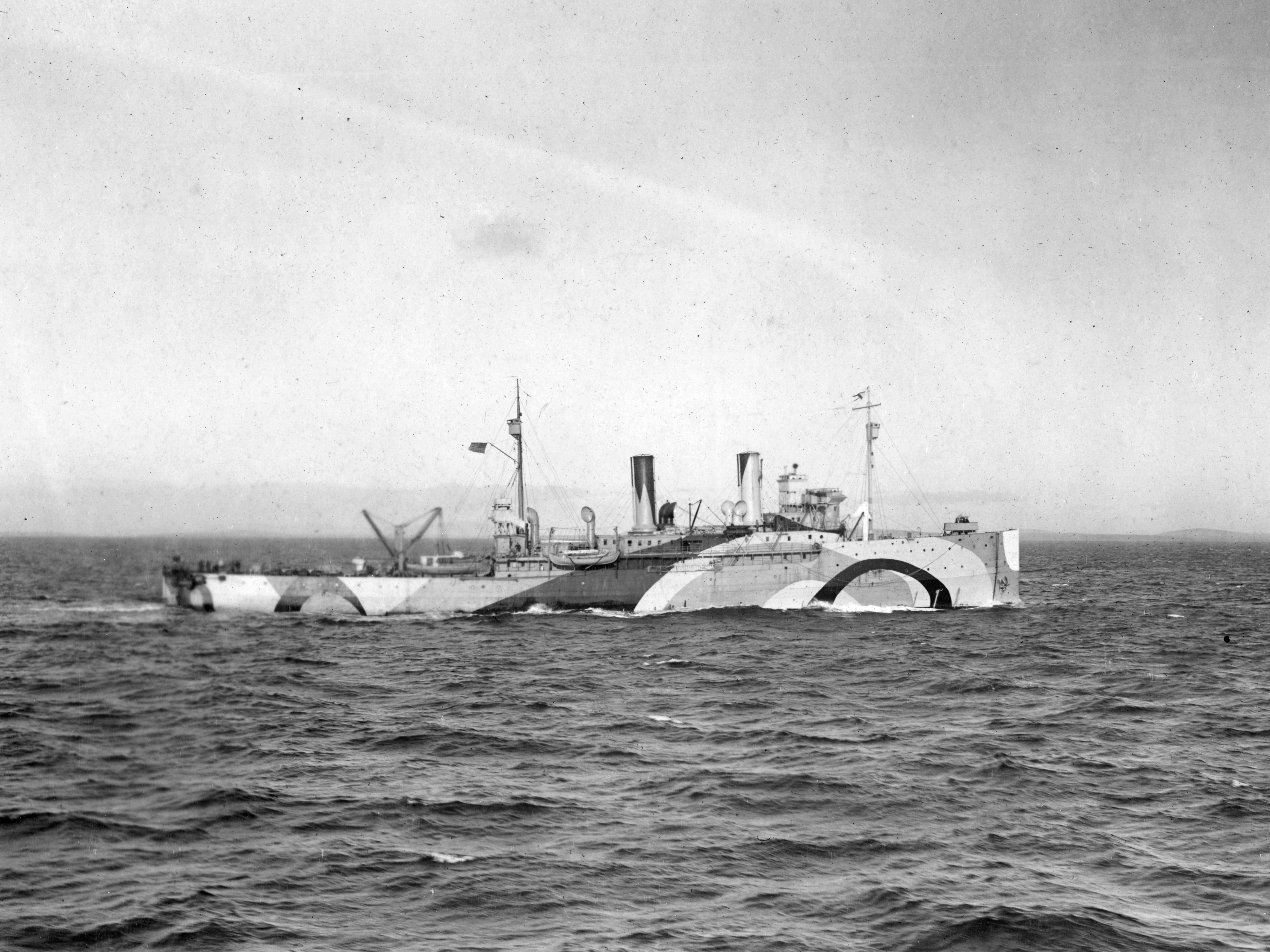
USS "Shawmut" stawia miny na Morzu Północnym, październik 1918.

Cała operacja odbywała się pod dowództwem kapitana Wata Tylera Cluveriusa Jr., który w grudniu 1918 sprowadził okręt z powrotem do Stanów Zjednoczonych. Kapitan Cluverius był aspirantem na pokładzie USS "Maine" w porcie Hawany.

## Stawiacz min i okręt baza wodnosamolotów
Następne dwie dekady służył jako okręt-baza wodnosamolotów i stawiacz min. W 1920 roku otrzymał znak burtowy CM-4 i aby uniknąć pomyłek głosowych z podobnie brzmiącą nazwą USS "Chaumont", został przemianowany na "Oglala" 1 stycznia 1928. Mniej więcej w tym samym czasie został wyposażony w nowe kotły; podczas modyfikacji zlikwidowano jeden z dwóch kominów. "Oglala" była okrętem flagowym podczas wyprawy badawczej na Aleuty w 1934. Pomimo wielu znanych wad wynikających z jej cywilnego pochodzenia i starego wieku "Oglala" służyła jako główny stawiacz min Floty Amerykańskiej aż do wczesnych lat czterdziestych, pod dowództwem kapitana Johna L. Collisa. Kapitan Collis został odznaczony Legią Zasługi jako dowódca dywizjonu stawiaczy min na Wyspach Salomona podczas drugiej wojny światowej.

## Atak na Pearl Harbor 7 grudnia 1941

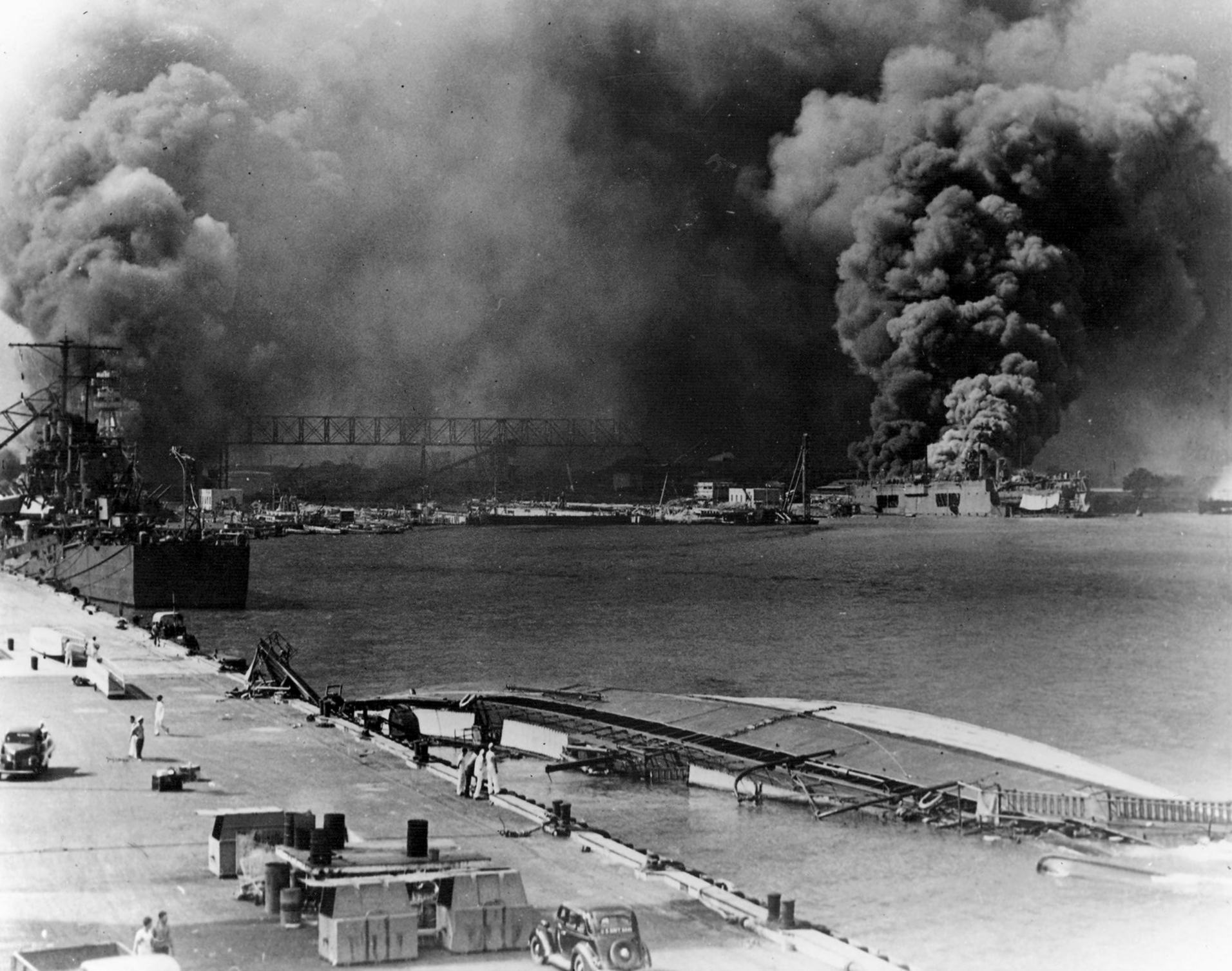
"Oglala" przewrócona w Pearl Harbor 1941. USS "Helena" (CL-50) jest z lewej strony.

Rankiem 7 grudnia 1941 USS "Oglala" – okręt flagowy stawiaczy min amerykańskiej Floty Pacyfiku, był przycumowany do lekkiego krążownika USS "Helena" (CL-50). Oba okręty stały przy nabrzeżu 1010 w stoczni portu Pearl Harbor z ośmiostopowym pontonem pomiędzy nimi. Japońska torpeda trafiła krążownik przepływając pod dnem USS "Oglala". Eksplozja torpedy w związku z bliskością burt uszkodziła również "Oglalę" i zaczęła ona gwałtownie nabierać wody. Następnie obok niej spadła bomba powodując kolejne uszkodzenia. Stara konstrukcja nie pozwoliła na zatrzymanie rozprzestrzeniania się wody z uszkodzonych przedziałów. Kiedy stało się jasne, że może zatonąć, została przesunięta za rufę "Heleny", aby nie przygwoździć krążownika do nadbrzeża. Dwie godziny po uszkodzeniu przewróciła się na burtę i zatonęła obok doku 1010, opierając się masztami o nadbrzeże.

## Operacja wydobycia w 1942

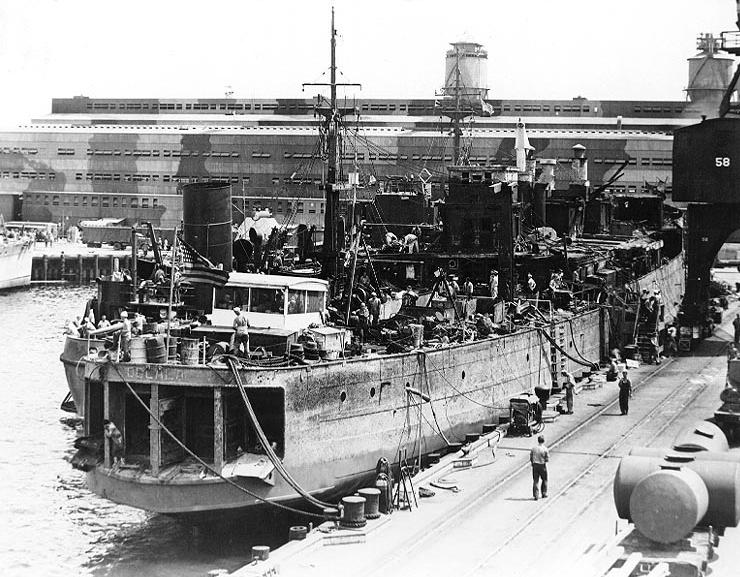
USS "Oglala" po wydobyciu w 1942 r.

"Oglala" została na początku sklasyfikowana jako strata całkowita (ang. total loss); usunięto tylko maszty, zakładając, że statek zostanie wydobyty i wyholowany w celu zatopienia, aby oczyścić cenne miejsce przy doku lub wysadzony w powietrze, a fragmenty wydobyte jako złom. Ostatecznie zdecydowano postawić statek na równej stępce, a następnie podnieść za pomocą pontonów. Ostatecznie do wraku przymocowano 10 zatopionych pontonów, z których później wypompowano wodę, dwie barki ciągnęły, a od strony nadbrzeża dwa podnośniki popychały okręt, by obrócić go do pionu. Do niezniszczonych przedziałów wtłaczano powietrze pod ciśnieniem, by zwiększyć pływalność "Oglali. Pierwsza operacja wydobycia (wyrównania) z 11 kwietnia 1942 r. zakończyła się porażką z powodu rozerwania kilku łańcuchów, jednak druga próba 12 dni później odniosła sukces. "Oglala" była wyprostowana, ale wciąż w większości zanurzona – z wody, głębokiej w tym miejscu na ok. 15 m, wystawały tylko szczyty nadbudówek.
Następnie, wzdłuż nadburcia, zabudowano wielki drewniany koferdam, o ścianach wysokich nawet na 8 m, a grubych na 25 cm u podstawy, aby wypompować wodę z jego wnętrza. Nurkowie zainstalowali drewnianą łatę (5,5 × 6 m) na wyrwie po torpedzie. Łącznie, podczas prac 15-18 nurków przepracowało ponad dwa tysiące godzin. Przy ciągłej pracy pomp, 23 kwietnia 1942 okręt wyłonił się na powierzchni, ale był poważnie obciążony wysokim koferdamem, równoważącym go balastem i przez to niestabilny. 25-26 czerwca, kiedy awaria pompy doprowadziła do ponownego zalania jej dziobu, "Oglala" zatonęła ponownie. Wydobyta po trzech dniach, następnego dnia znów poszła na dno, kiedy pękły źle wykonane części koferdamu. Po ponownym podniesieniu, 2 lipca poważny wybuch ognia zagroził drewnianej konstrukcji i prawie doprowadził do jej czwartego zatonięcia, jednak następnego dnia została w końcu przeniesiona do suchego doku. Okazało się, że maszyny i inne urządzenia nie zostały poważnie uszkodzone i po tymczasowych naprawach okręt o własnych siłach popłynął na Zachodnie Wybrzeże USA na dalszy remont. Mimo zaawansowanego wieku, badania wykazały, że "Oglala" jest warta przebudowy na okręt serwisujący jednostki z silnikami Diesla.

## Służba w latach 1943-1965

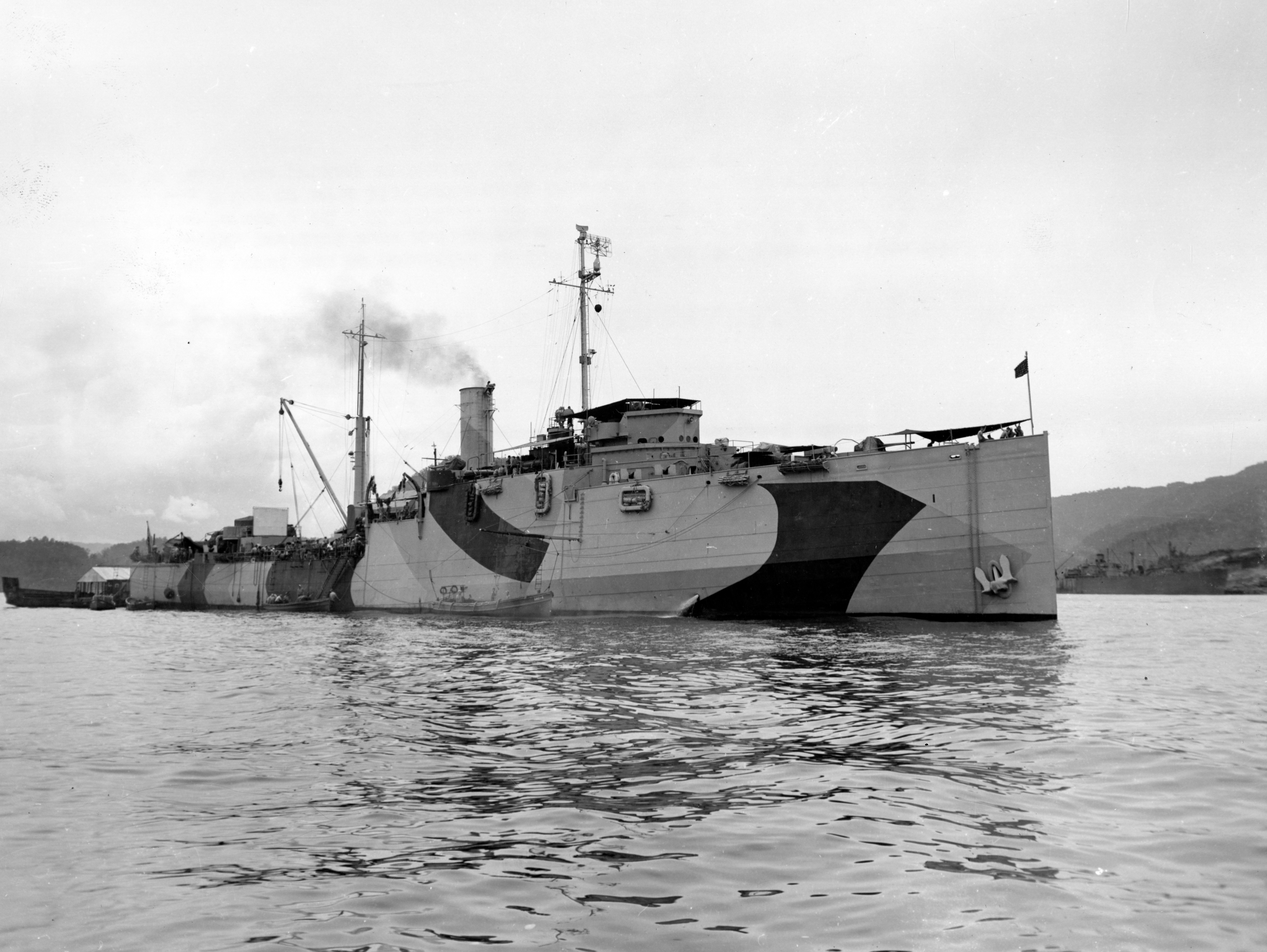
USS "Oglala" na południowo-zachodnim Pacyfiku w 1944 r.

Pomiędzy rokiem 1943 a 1944 stary statek został gruntownie wyreperowany i przekształcony w statek naprawczy silników. Statek otrzymał nowe oznaczenie ARG-1 w maju 1943 i został ponownie wcielony do służby w 1944 r.
Po przybyciu do zatoki Milne na Nowej Gwinei w kwietniu 1944 r., "Oglala" zaczęła patrole minowe i współpracę z wodnosamolotami. Potem przeniosła swoją bazę do Jayapura na Nowej Gwinei w lipcu, a następnie na wyspę Leyte na Filipinach w grudniu 1944 r. Powróciła na Zachodnie Wybrzeże USA na początku 1946 r. W lipcu 1946 r. "Oglala" została wycofana ze służby i przekazana pod zwierzchnictwo komisji morskiej. Pozostawała statkiem-bazą w Benicia w Kalifornii dla zatoki Suisun w Narodowej Flocie Rezerwowej, aż do września 1965 r, kiedy to została sprzedana firmie Joffee Shipbreakers z Richmond w Kalifornii w celu zezłomowania.